# 三崎柱头虫
三崎柱头虫（学名：Balanoglossus misakiensis）一种分布于日本和中国沿海地区的肠鳃类动物，隶属于殖翼柱头虫科柱头虫属。

## 形态特征
三崎柱头虫呈蠕虫状，身体柔软细长，全长约574毫米。虫体分为吻、领和躯干三部分，躯干部分又可分为鳃裂区、生殖翼、肝囊区和肠区。吻部略呈圆锥形，长18毫米，宽11毫米。领长14毫米，宽13毫米。躯干部长约542毫米。身体大部分为黄色，成熟的生殖腺雌性为灰褐色，雄性为蛋黄色。肝囊区胃囊为褐色、黄色或绿色。

## 再生
三崎柱头虫有较强的再生能力，具有吻、领及鳃区的前段虫体能够再生后部器官恢复完整个体。

## 生活环境
三崎柱头虫主要生活于沿海中潮区和低潮区的细沙滩和泥沙滩中。